# Mimolaia acaiuba
Mimolaia acaiuba là một loài bọ cánh cứng trong họ Cerambycidae.